# Pascale Froment
Pour les articles homonymes, voir Froment.
Pascale Froment est une journaliste et écrivaine française née à Paris.

## Parcours
Pascale Froment a notamment collaboré à L’Autre Journal, à Libération, à L'Express et au Nouvel Observateur.
En 1986, elle dirige L'Ère du faux avec l'écrivain et traducteur Brice Matthieussent.
À la fin de l'année 1988, tandis qu'elle enquête sur Roberto Succo, elle rencontre l'auteur dramatique Bernard-Marie Koltès en train de finir d'écrire la pièce de théâtre qu'il intitulera Roberto Zucco, inspirée par le personnage. Elle partage avec l'écrivain des informations qu'il insèrera dans la pièce, notamment le monologue de la séquence VIII ou une partie du dialogue avec le personnage de  « la gamine », séquence III,.
En 1991, elle publie Je te tue. Histoire vraie de Roberto Succo, assassin sans raison, aux éditions Gallimard. Le livre est adapté au cinéma par Cédric Kahn, et figure dans la sélection officielle du Festival de Cannes 2001.
Elle traduit de l'anglais une douzaine d'ouvrages publiés aux éditions Gallimard Jeunesse dont L'Irlande au temps de la grande famine de Peter Gray (1995) et Lewis Carroll au pays des merveilles de Stephanie Lovett Stoffel (1997).
En 1994, elle publie René Bousquet aux éditions Stock. Cette biographie exhaustive retrace, à travers témoignages inédits et archives, l'itinéraire du jeune républicain couvé par le radical-socialisme du Sud-Ouest qui plongera dans la collaboration d'État, nommé secrétaire général à la police de Vichy, spécialiste de la répression et de l'exclusion, ordonnateur des grandes rafles de l'été 1942 et de la  « livraison » aux nazis des Juifs des deux zones. Elle montre comment, entre son pseudo-acquittement de 1949 et son inculpation pour crimes contre l'humanité de 1991, « la République réintégra ce notable dans tous ses droits. Il refit une carrière dans la banque, entouré d'amis compatissants » avant d'être assassiné par Christian Didier en 1993.
Dénouant aussi l'écheveau du réseau politique sur lequel s'était appuyé René Bousquet de la IIIe à la Ve République, elle exhume une photo prise par le photographe et journaliste Manuel Bidermanas pour le magazine Le Point, pendant la campagne présidentielle de 1974 : on y voit René Bousquet et Jean-Paul Martin déjeunants chez François Mitterrand à Latche.
En 2013, elle poursuit pour plagiat de sa biographie de René Bousquet l'essayiste Alain Minc, auteur du livre L'homme aux deux visages dressant un parallèle discutable entre les destins de René Bousquet et de Jean Moulin. Le tribunal de grande instance de Paris rend une ordonnance de référé condamnant Alain Minc à lui verser solidairement avec les éditions Grasset 5 000 euros de dommages et intérêts provisionnels, et 6 000 euros de frais de justice ; l'éditeur doit également insérer dans chaque exemplaire en vente un encart indiquant que l'ouvrage d'Alain Minc « a contrefait 47 passages de la biographie de Pascale Froment ».
En 2015, elle publie, en collaboration avec l'écrivain et historien Pascal Fouché, le premier volume du journal inédit de l'avocat Maurice Garçon, qu'elle a découvert chez la fille de celui-ci en 2002 : Journal, 1939-1945, coédité par Les Belles Lettres et Fayard. Le deuxième volume : Journal, 1912-1939, est paru en 2022 chez les mêmes éditeurs.

## Publications
Pascale Froment est l'auteur de nombreuses publications, dont :
- L'Ère du faux : art, sexe ou politique… l'illusion triomphe, éditions Autrement, 1986  (ISBN 978-2-86260-152-6) ;
- Je te tue. Histoire vraie de Roberto Succo, assassin sans raison, Gallimard, 1991  (ISBN 978-2-07072-238-9) ;
- Roberto Succo, Gallimard, 2001, 2005, 2017  (ISBN 978-2-07041-943-2) ;
- René Bousquet, Stock, 1994, rééd. Fayard, 2001  (ISBN 978-2-21361-047-4) ;
- Mireille Glodek Miailhe, œuvres, Biro, 2007  (ISBN 978-2-35119-035-7).